# Jaime Costa
Jaime Rodrigues Costa,  mais conhecido como Jaime Costa (Rio de Janeiro, 27 de dezembro de 1897 - Rio de Janeiro, 30 de janeiro de 1967), foi um ator brasileiro, um dos mais importantes da história do teatro nacional. Lançou quase 200 originais de autores brasileiros e introduziu Luigi Pirandello, Eugene O'Neill e Arthur Miller nos palcos nacionais. Seu trabalho mais notável foi em A morte do caixeiro viajante, de Arthur Miller, montada em 1951, onde interpretava Willy Loman, o protagonista. Também atuou no cinema e na televisão.

## Filmografia[3]
| Ano  | Título                        | Personagem              |
| ---- | ----------------------------- | ----------------------- |
| 1924 | Gigolete                      | Álvaro                  |
| 1933 | A Voz do Carnaval             |                         |
| 1935 | Favela dos Meus Amores        | Sr. Palmeira            |
| 1936 | Alô, Alô Carnaval             | Empresário              |
| 1936 | Cidade-Mulher                 | Empresário teatral      |
| 1937 | O Grito da Mocidade           |                         |
| 1937 | O Samba da Vida               | Pedro Paulo             |
| 1939 | Futebol em Família            | Professor Leônidas Jau  |
| 1941 | Céu Azul                      | Artur Fernandes         |
| 1944 | Tristezas Não Pagam Dívidas   | Benevides               |
| 1952 | Alvorada de Glória            |                         |
| 1954 | Toda A Vida em Quinze Minutos | Passageiro              |
| 1954 | Malandros em Quarta Dimensão  | Venício                 |
| 1956 | A Pensão de Dona Estela       | Nhonhô                  |
| 1956 | Quem Matou Anabela?           |                         |
| 1957 | Osso, Amor e Papagaios        | Prefeito Coronel Bentes |
| 1958 | O Pão Que o Diabo Amassou     |                         |
| 1958 | Macumba na Alta               | Doutor                  |
| 1958 | Matemática Zero,Amor Dez      | Professor de Física     |
| 1959 | Garota Enxuta                 | Presidente Falcão       |
| 1959 | Mulheres Cheguei              | César Mercante          |
| 1960 | Amor para Três                | Delegado Almeida        |
| 1960 | A Viúva Valentina             | Dr. Saraiva             |
| 1960 | Os Dois Ladrões               | Panarício               |
| 1960 | Quanto Mais Samba Melhor      |                         |
| 1960 | Tudo Legal                    | Dr. Galileu             |
| 1961 | O Viúvo Alegre                | Embaixador Nikolaiev    |
| 1962 | Bom Mesmo é Carnaval          | Ambrósio                |
| 1962 | Vagabundos no Society         | Vagabundo               |
| 1964 | Crônica da Cidade Amada       |                         |

## Televisão
- 1965 - Rua da Matriz
- 1965 - Paixão de Outono